# Ибн Хурдазбих
Абу-ал-Касим Убайдаллах ибн Абдаллах ибн Хордадбех (персийски: ابوالقاسم عبیدالله ابن خرداذبه, произнасян като Ибн Хурдазбих) е абасидски персийски административен географ от IХ век.

## Биография
Ибн Хурдазбих произхожда от влиятелен персийски зороастрийски род от Табаристан, приел исляма. Той е син на военния деятел и губернатор под Абасидите Абдаллах ибн Хурдазбих. Израства в халифската столица Багдад. Служи като управител на халифската пощенска служба на Ал-Мутамид (сахиб ал-барид ва-л-хабар), а шпионските му наблюдения и сведенията му са с важно политическо значение. В ръкописите му се описват далечни земи, от Рус до Андаманските острови. Ибн Хурдазбих записва за владетеля на Волжка България, че е „княз / хан на сакалибите, от които може да се набавят роби“ Творчеството Ибн Хурдазбих е сред на най-ранните извори, даващи сведения за гилдията на радханитите.

## Творчество
- Китаб ал-масалик ва-л-мамалик („Книга за пътища и страни“ – на френски и арабски език, Journal asiatique, 1822);
- Китаб ал-адабу-с-сама’и (Книга за културата на музикалното възприятие);
- Китаб джамхарат ансаб ал-фурс ва-н-навакил (Книга за родовата история на персите и техните колонии);
- Китаб ат-табахи (Готварска книга);
- Китаб ал-лахв ва-л-малахи (Книга за увеселенията и удоволствията);
- Китаб аш-шараб (Питейна книга);
- Китаб ал-анва (Книга за ориентирането по звездите);
- Китаб ан-нудама’и ва-л-джуласа’и (Книга за събеседниците и приятелите).